# Castillo de Solterra

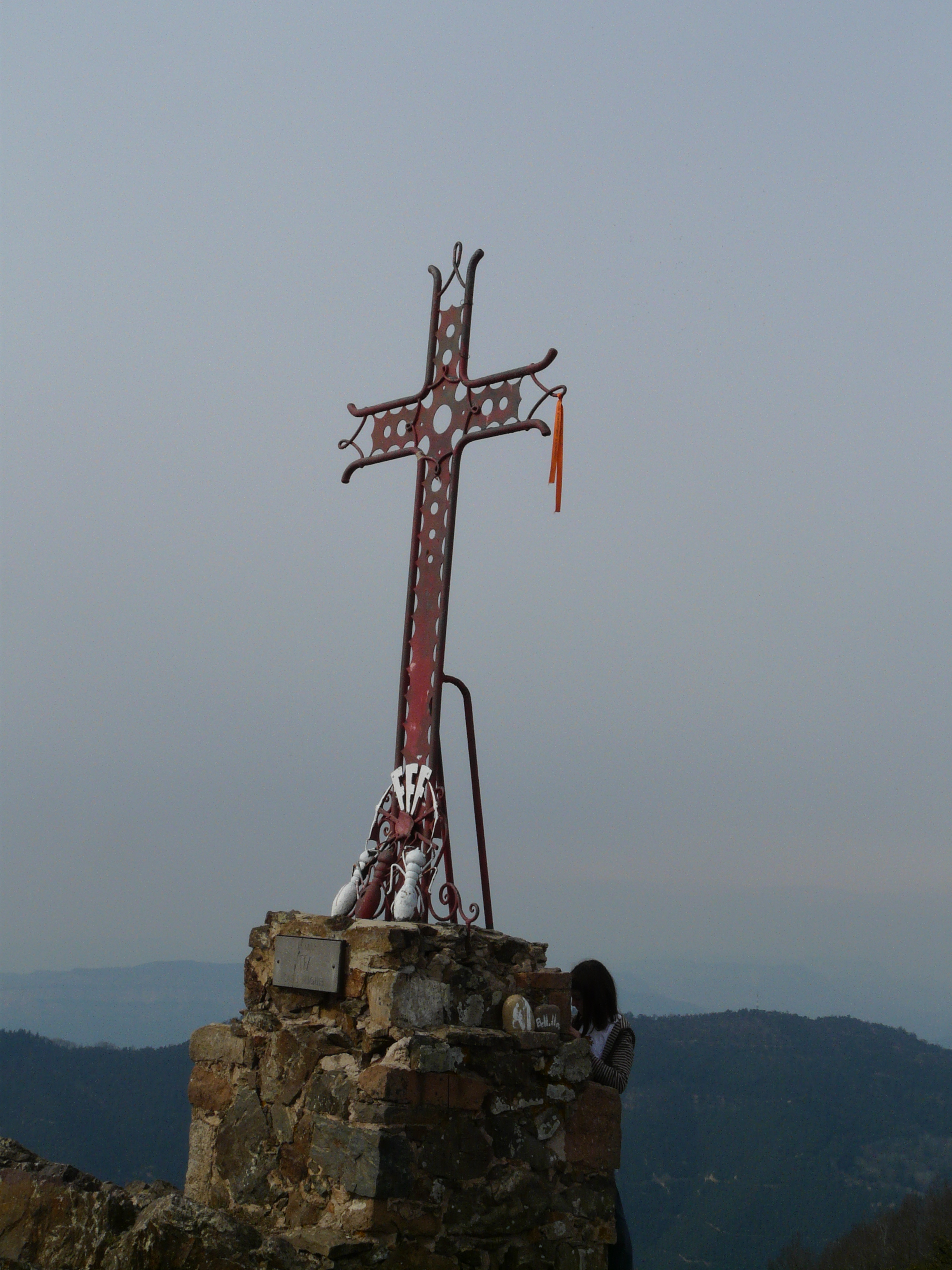
La Cruz de las Guillerias o de San Miguel junto a las ruinas del castillo.

El Castillo de Solterra es un monumento histórico del municipio de San Hilario Sacalm de la comarca catalana de la Selva en la provincia de Gerona declarado bien cultural de interés nacional. Está documentado desde el año 1090.
Aunque dejó de tener uso militar a partir del siglo XIII, seguramente la capilla mantuvo su actividad posteriormente, ya que hasta el 1910 se mantuvo en pie. Actualmente sólo queda la base de una torre circular, sobre la que se alza ahora la cruz de hierro de las Guillerias, y un trozo de muro de la capilla mencionada, que está dedicada a San Miguel.

## Historia
No se sabe a ciencia cierta qué año se construyó el Castillo de Solterra, pero se encuentra documentado ya desde el año 929, siendo un dominio directo de los condes de Barcelona. Durante el siglo X era el centro de un importante término feudal, dominado por el vicario Sal·la, que murió hacia el 970, y su hijo Isarn, mencionado por primera vez cuando éste legó al monasterio de San Benito de Bages todos los alodios que tenía el término, que comprendía los actuales términos de San Hilario y Osor. El 993 los condes Ramón Borrell y Ermesenda de Carcasona vendieron al presbítero Sancho la mayoría de los alodios del valle de Osor, con independencia del castillo de Solterra, y en el siglo XI nuevas cesiones condales destruyeron la primitiva unidad. El castillo de Solterra continuó como centro del término de San Hilario, hasta que fue desplazado por la domus de la Rovira (siglos XIII y XIV). En el siglo XII pertenecía al señorío de Queralt, en el XIV al de Castellbò y, posteriormente, por los Cabrera.
Después de la Guerra de los Segadores, se creó el Condado de Solterra, título señorial concedido el año 1671 a Juan de Sarriera-Gurb i Descatllar, que aparece como señor del castillo de Solterra y «Batlle general de Cataluña», por haber sido fiel al corona de España durante la guerra. Este título quedaría ligado posteriormente a la familia Sarriera.
Sólo queda la base de una torre circular, que se aprovechó en torno al 1950 para levantar la «Cruz de las Guilleries» o «Cruz de San Miguel de las Hormigas», de hierro con tres grandes hormigas de forja en el pie.

## Descripción
Los restos del Castillo de Solterra, de la ermita de San Miguel de las Hormigas y la Cruz de San Miguel de las Hormigas, se encuentran en la cima más elevada de las Guilleries, con 1.204 metros. Se llega tomando el ramal izquierdo de la pista San Hilario-Santa Coloma. Hay que seguir los indicadores, el tramo final se debe hacer a pie. En la cima, destacan los restos del antiguo castillo de Solterra, con la base de una torre circular, también hay restos de muros y los restos de la capilla de San Miguel de Solterra, -quedan algunos sillares de la base de las paredes-. La Cruz de las Guilleries o de San Miguel, fue construida sobre los restos de la torre del castillo de Solterra, la cruz se asienta en una peana de piedra. Es una gran cruz de hierro forjado, pintada de color rojo, con tres hormigas también de hierro en la base, la central de color rojo y las dos del lado de color blanco.